# Vámosszabadi
Vámosszabadi ist eine ungarische Gemeinde im Kreis Győr im Komitat Győr-Moson-Sopron. Zur Gemeinde gehören die Ortsteile Győrszabadi, Alsóvamos und Újtelep.

## Geografische Lage
Vámosszabadi liegt sieben Kilometer nördlich des Zentrums des Komitatssitzes und der Kreisstadt Győr an dem Kanal Szavai-főcsatorna. Nachbargemeinden sind Győrzámoly, Nagybajcs, Kisbajcs und Győrújfalu.

## Geschichte
Die Gemeinde Vámosszabadi entstand 1950 durch den Zusammenschluss der Orte Alsóvámos und Győrszabadi.
Im Jahr 1913 gab es in der damaligen Kleingemeinde Alsóvámos 78 Häuser und 620 Einwohner auf einer Fläche von 2592 Katastraljochen und in der Kleingemeinde Győrszabadi 70 Häuser und 379 Einwohner auf einer Fläche von 1382 Katastraljochen. Beide Orte gehörten zu dieser Zeit zum Bezirk Tószigetcsilizköz im Komitat Győr.

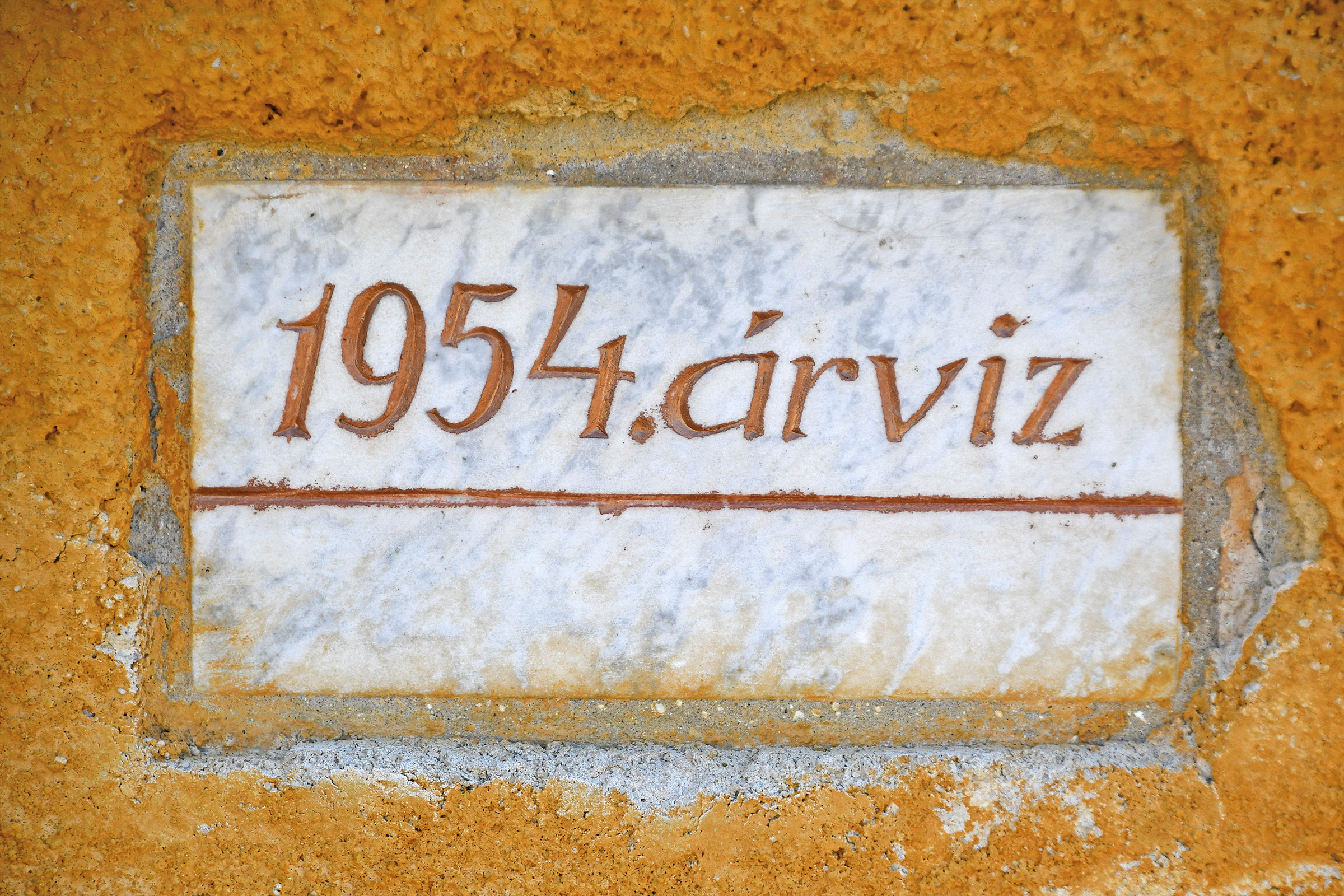
Wasserstandsanzeige des Hochwassers von 1954 an der Kirche

Im Juli 1954 kam es zu starken Überschwemmungen in Vámossabadi. Menschen und Tiere wurden mit Hilfe von Militärtransportern evakuiert. Das Wasser stand wochenlang in der Gemeinde und sie war nur mit Booten erreichbar. Häuser und die Ernte wurden zerstört. Im September begann der Wiederaufbau.

## Gemeindepartnerschaft
- Hubice, Slowakei, seit 1992

## Sehenswürdigkeiten
- Glockenturm
- Römisch-katholische Kirche Mindenszentek, erbaut 1658, restauriert 1906

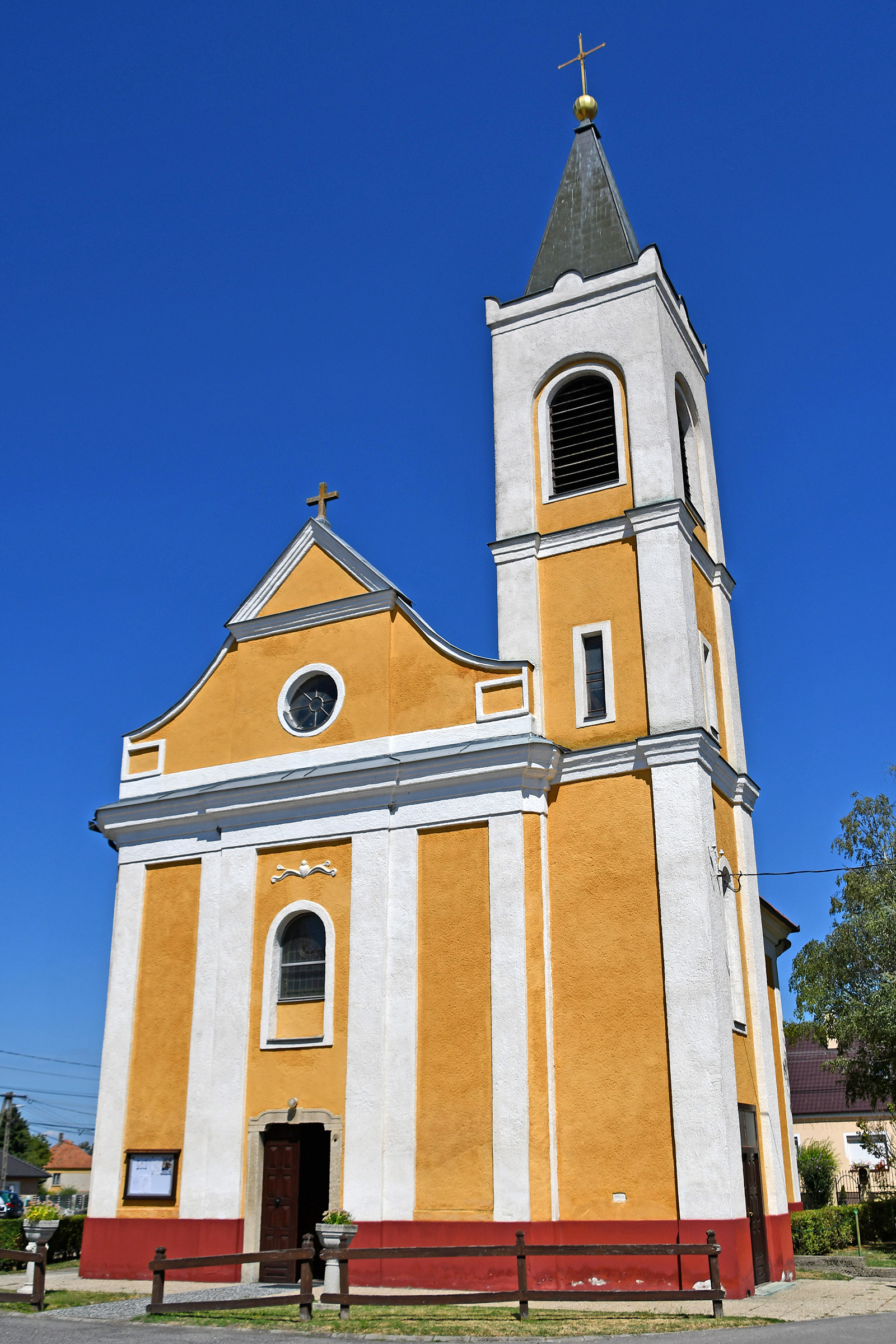
Römisch-katholische Kirche Mindenszentek
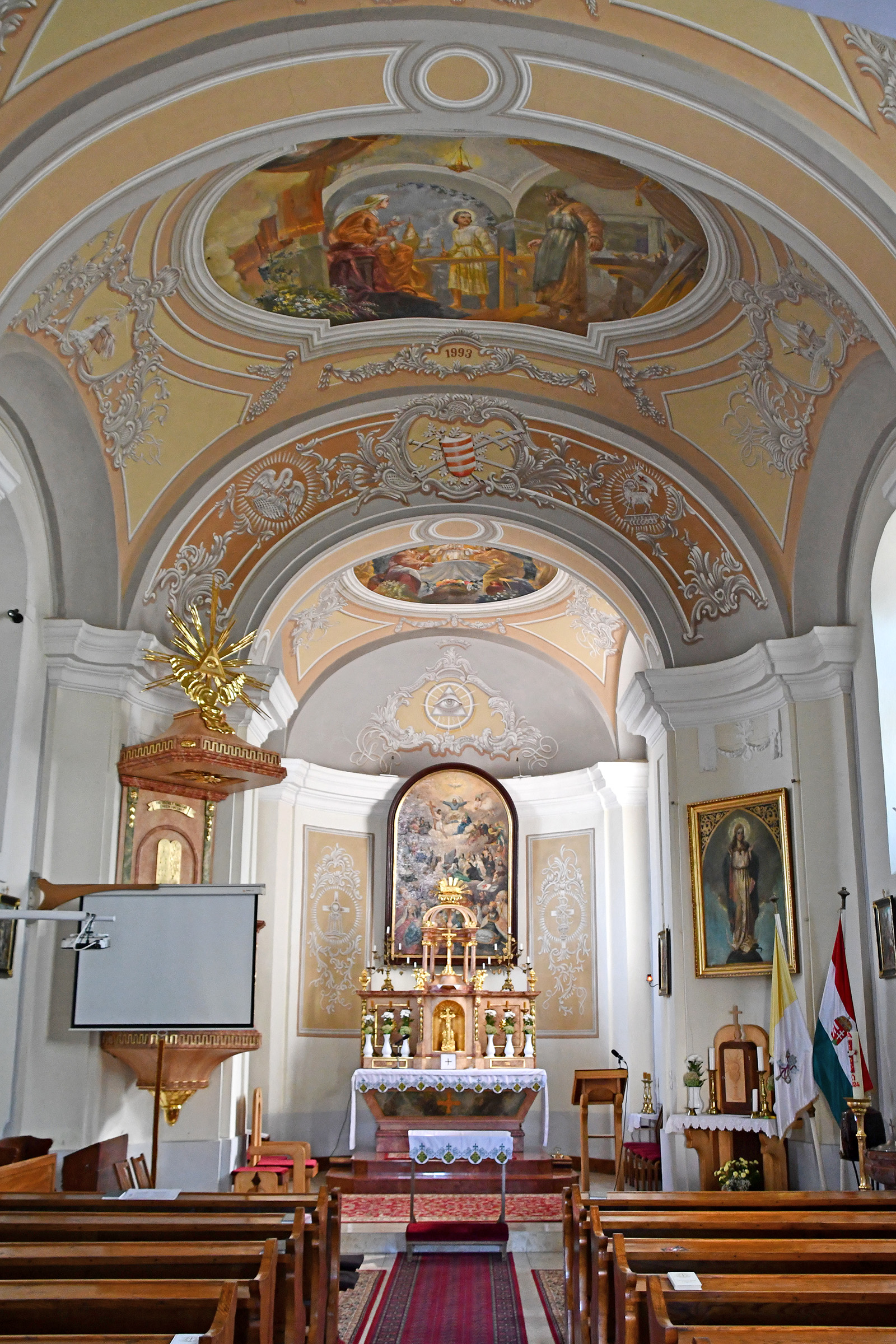
Innenraum der Kirche Mindenszentek
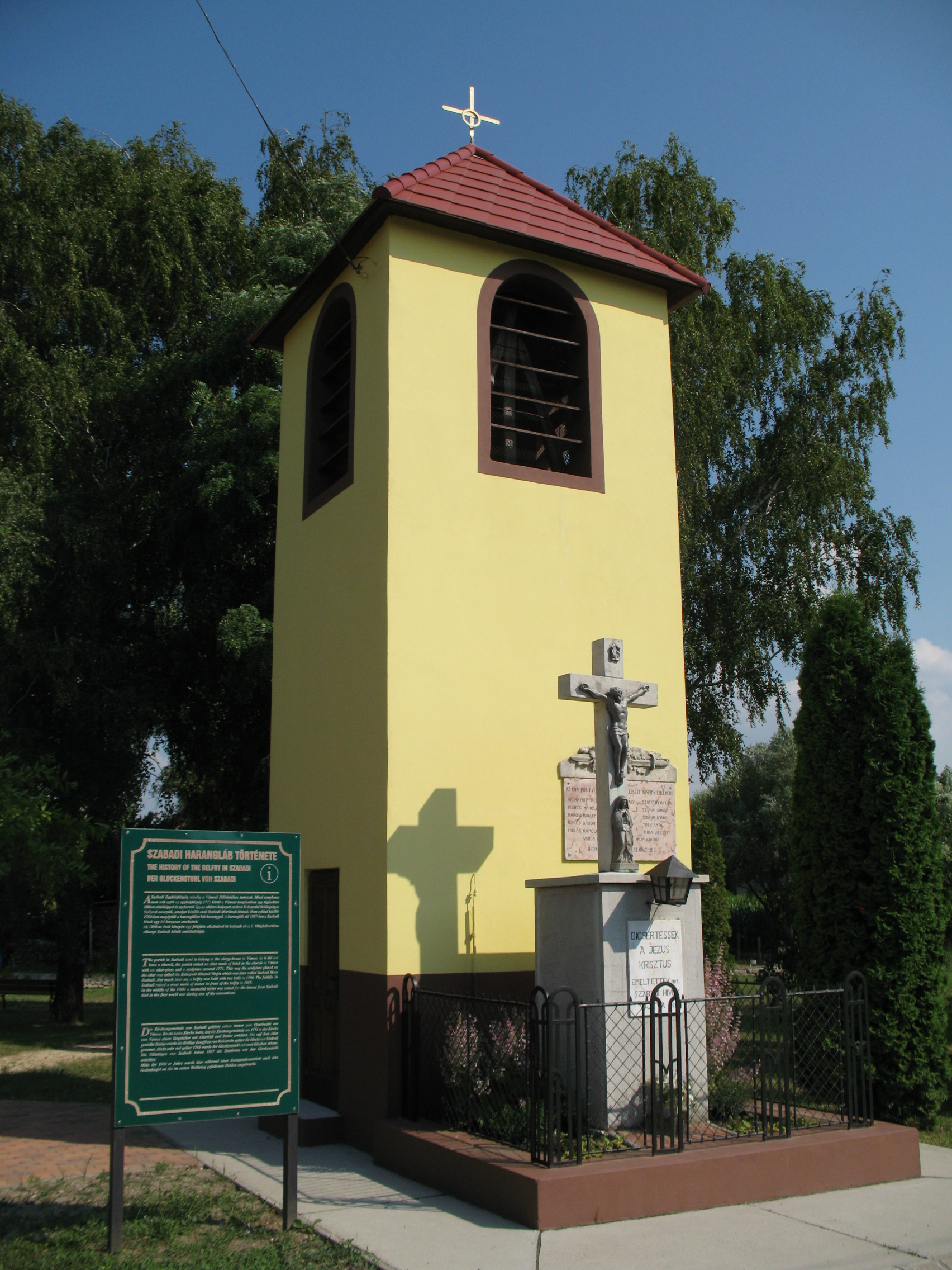
Glockenturm in Vámosszabadi
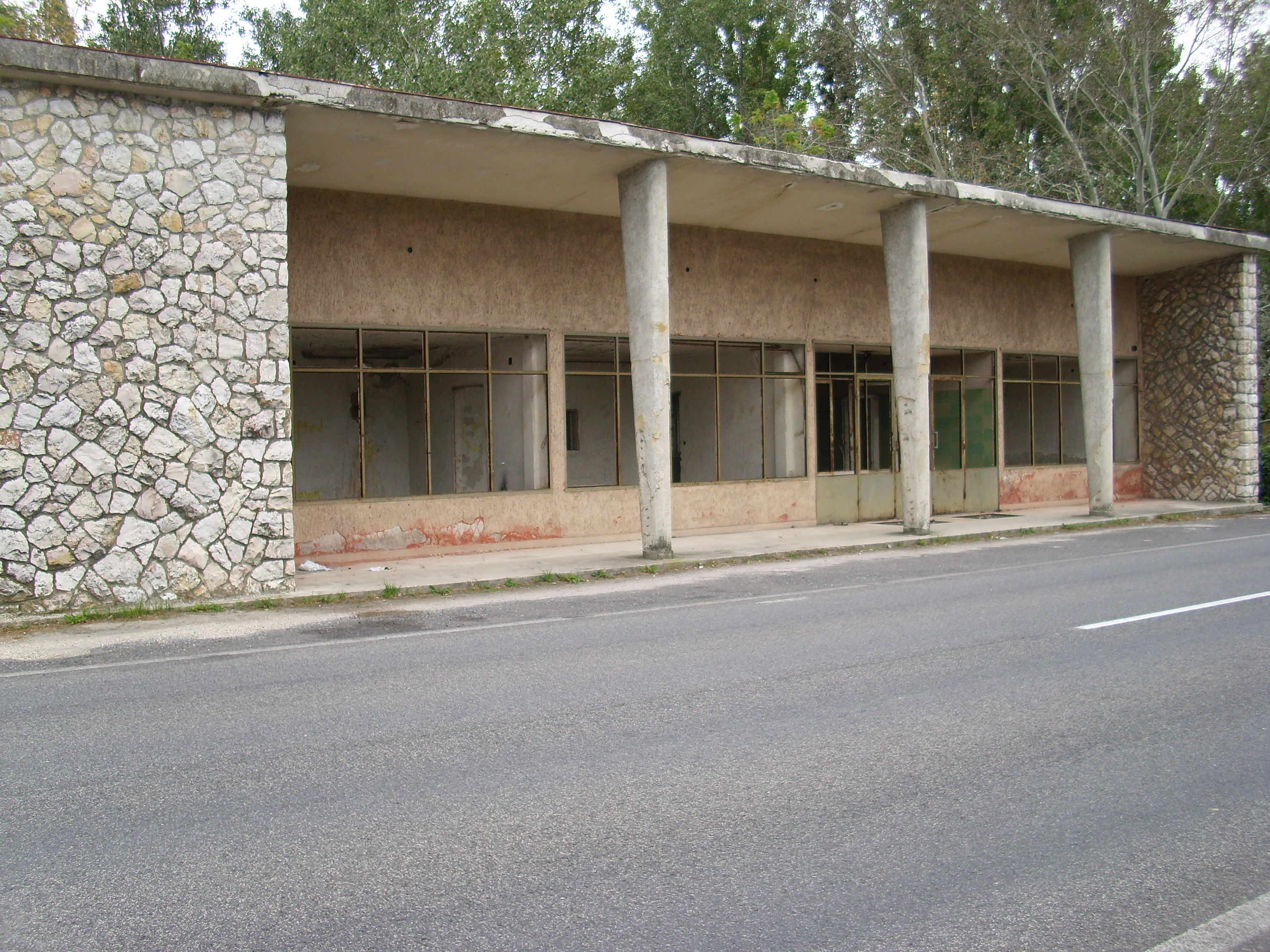
Ehemaliges Zollgebäude bei Vámosszabadi

## Verkehr
In Vámosszabadi treffen die Landstraßen Nr. 1302 und Nr. 1303 aufeinander, westlich des Ortes verläuft die Hauptstraße Nr. 14, die zur slowakischen Grenze führt. Der nächstgelegene Bahnhof befindet sich in Győr.